# Le Clown et ses chiens
Le Clown et ses chiens è una pantomima luminosa francese del 1890 diretta da Charles-Émile Reynaud e proiettato per la prima volta al museo Grévin di Parigi il 28 ottobre 1892. Consiste di 300 immagini dipinte individualmente a mano su lastre di vetro per la durata complessiva di 10 minuti di proiezione.

## Trama
Un clown con i suoi tre cani entra e saluta, quindi inizia a far fare diversi esercizi ai suoi cani: stanno in piedi, camminano su una palla, ecc.

## Produzione
Le Clown et ses chiens è uno dei primi cortometraggi animati mai prodotti, realizzato per il teatro ottico di Charles-Émile Reynaud, una evoluzione del suo prassinoscopio, sviluppato dal precedente zootropio.
Assieme a Un bon bock e Pauvre Pierrot, Le Clown et ses chiens venne proiettato per la prima volta nell'ottobre 1892 al museo Grévin di Parigi, quando Emile Reynaud presenta il suo teatro ottico. Le tre rappresentazioni vennero presentate come "pantomime luminose" (pantomimes lumineuses, in francese), e furono le prime animazioni proiettate pubblicamente ad un pubblico pagante. Reynaud si occupò di manovrare personalmente il teatro ottico durante tutta la manifestazione.
La proiezione veniva accompagnata da effetti sonori e da una colonna sonora personalmente composta ed eseguita dal musicista Gaston Paulin.
Le Clown et ses chiens è considerato un film perduto. Non esiste alcuna copia sopravvissuta, poiché Reynard stesso gettò personalmente la copia in suo possesso nella Senna.